# Rougemont (Doubs)
Rougemont ist eine französische Gemeinde mit 1.012 Einwohnern (Stand: 1. Januar 2022) im Département Doubs in der Region Bourgogne-Franche-Comté. Sie gehört zum Kanton Baume-les-Dames im Arrondissement Besançon.

## Geographie
Rougemont liegt auf einer Höhe von 260 m über dem Meeresspiegel, 14 Kilometer nördlich von Baume-les-Dames und etwa 34 Kilometer westlich der Stadt Montbéliard (Luftlinie). Das Städtchen erstreckt sich am südlichen Talrand des Ognon, beidseits seines Zuflusses Drigeon und auf einem Vorsprung des Montaucivey am Nordfuß der Hügellandschaft zwischen den Talniederungen von Doubs im Süden und Ognon im Norden.
Die Fläche des 18,33 km² großen Gemeindegebiets umfasst einen Abschnitt des mittleren Ognontals. Der zentrale Teil des Gebiets wird in Ost-West-Richtung von der breiten Talmulde des Drigeon durchquert, der für die Entwässerung zum Ognon sorgt. Bei Rougemont wird dieses Tal vorübergehend durch den Vorsprung des Schlossbergs, eines Ausläufers des Montaucivey, und den Rougemontot (310 m) verengt. Nach Süden reicht das Gemeindeareal in die stärker reliefierte Landschaft der Hügel zwischen Ognon und Doubs. Dazu gehören der Montaucivey, ein langgezogener bewaldeter Kamm, auf dem mit 404 m die höchste Erhebung von Rougemont erreicht wird, und der Mont Adam.
Nur geringe Reliefunterschiede weist der westliche und nördliche Gemeindeteil auf. Dieser Abschnitt ist geprägt durch die Talniederung des Ognon, der hier in einem großen Bogen weit nach Südosten ausgreift, und die angrenzenden Anhöhen. Diese sind teils von Acker- und Wiesenland, teils von Wald bestanden. Zu den großen Waldungen der Region gehören der Bois Grand Juif und der Bois de la Corne. Ganz im Norden erstreckt sich der Gemeindeboden bis in das Tal des Ruisseau de l’Étang, eines weiteren Zuflusses des Ognon.
Zur Gemeinde Rougemont gehören verschiedene Ortsteile, nämlich:
- La Tuilerie (260 m) am nördlichen Talrand des Drigeon
- Chazelot (255 m) am südlichen Talrand des Drigeon
- Montferney (255 m) an der Mündung des Drigeon in den Ognon
- Morchamps (295 m) in einem Talbecken am Nordfuß des Mont Adam

Nachbargemeinden von Rougemont sind Thieffrans, Tressandans, Bonnal und Pont-sur-l’Ognon im Norden, Cubrial, Cuse-et-Adrisans und Gondenans-les-Moulins im Osten, Gouhelans und Puessans im Süden sowie Mondon und Montagney-Servigney im Westen.

## Geschichte
Das Gebiet um Rougemont war schon sehr früh besiedelt. In verschiedenen Höhlen der Umgebung wurden Spuren aus dem Neolithikum gefunden. Aus der gallorömischen Zeit stammen zahlreiche Münzfunde, Ziegelfragmente und Schmuckstücke. Westlich des Städtchens wurde ein burgundisches Gräberfeld entdeckt; verschiedene reichhaltige Grabbeigaben befinden sich heute im Museum von Besançon.
Der Ortsname von Rougemont geht auf das lateinische Rubeomonte (roter Berg) zurück in Anlehnung an die rötliche Färbung des eisenhaltigen Gesteins. Die Ortsgeschichte von Rougemont beginnt im 9. Jahrhundert. Damals wurde die erste Burganlage errichtet, welche den Weg zwischen Ognon und Doubs kontrollierte. Bei dieser Anlage entwickelte sich eine Siedlung. Seit dem frühen 11. Jahrhundert ist die Familie von Rougemont belegt. Die Herrschaft Rougemont bildete unter den Grafen von Burgund eine mächtige und einflussreiche Herrschaft. Drei Familienmitglieder, Gérard, Eudes und Thiébaud von Rougemont, wurden Erzbischöfe von Besançon. Die Siedlung Rougemont wurde im 12. Jahrhundert befestigt. Zu einem bedeutenden geistigen Zentrum wurde das Städtchen zu Beginn des 15. Jahrhunderts, als Thiébaud das Minoritenkloster gründete.
Nachdem mit Thiébaud die Linie der Familie von Rougemont erloschen war, erfuhr das Städtchen verschiedene Besitzerwechsel. Rougemont wurde mehrfach von Kriegen und Bränden in Mitleidenschaft gezogen. 1476 wurde es im Rahmen der Burgunderkriege von den Grafen von Ferrette zusammen mit den Schweizern erobert und anschließend 1479 von Truppen Ludwigs XI. zerstört. Auch während des Dreißigjährigen Krieges erlitt Rougemont 1636 schwere Zerstörungen. Das Schloss zerfiel allmählich und das Städtchen verlor an Bedeutung. Auch die Burgmauer mit den vier Toren wurde verwüstet. Zusammen mit der Franche-Comté gelangte Rougemont mit dem Frieden von Nimwegen 1678 definitiv an Frankreich. Im Verlauf des 18. Jahrhunderts wurden die Befestigungsanlagen mit den Stadttoren aufgegeben und größtenteils abgetragen.
Mit der Eröffnung der Eisenbahnlinie von Lure nach Montbozon wurde Rougemont 1896 an das französische Eisenbahnnetz angeschlossen. Zu einer Gebietsveränderung kam es 1973, als die zuvor selbständigen Gemeinden Chazelot, Montferney und Morchamps nach Rougemont eingemeindet wurden. Heute ist Rougemont Mitglied des Gemeindeverbands Deux Vallées Vertes.

## Sehenswürdigkeiten

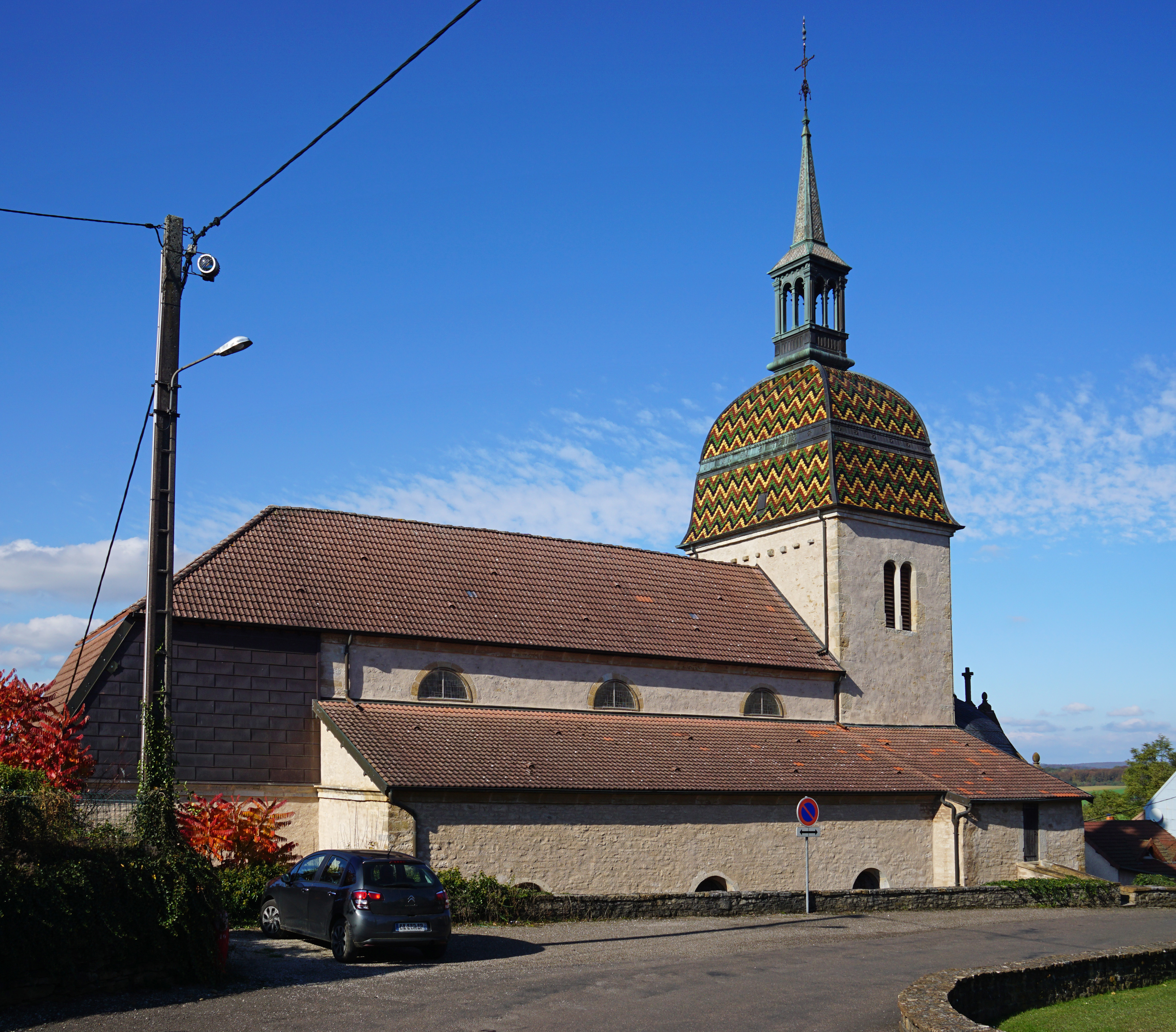
Kirche Mariä Geburt (Nativité de Notre-Dame)

Das am Fuß des Schlossbergs gelegene Städtchen zeigt noch heute ein mittelalterliches Stadtbild mit engen Gassen, flankiert von Bürgerhäusern aus dem 16. bis 19. Jahrhundert. Um den Hauptplatz mit dem Brunnen und dem Lavoir gruppieren sich die Mairie (Rathaus), das ehemalige Kornhaus (beide aus dem 19. Jahrhundert) und weitere Bürgerhäuser. Erhalten sind im Weiteren die Porte du Vieux Moulin und Brücken über den Drigeon aus dem 18. Jahrhundert. Rougemont besitzt zwei Museen: das Musée de Paléontologie (Ausgrabungsfunde der Region) und das Musée de la Maison vigneronne d’autrefois in einem Haus aus dem 18. Jahrhundert, das das bäuerliche Leben des 19. Jahrhunderts zeigt.
Auf dem Vorsprung oberhalb der Altstadt befinden sich das Château de Vorget (Gebäude überwiegend aus dem 18. Jahrhundert), das ehemalige Minoritenkloster (teilweise aus dem 16. Jahrhundert) und die Kirche, die zum Teil aus dem 15. Jahrhundert stammt; das Schiff wurde im 18. Jahrhundert neu erbaut. Zur reichen Innenausstattung gehören verschiedene Statuen aus dem 15. und 16. Jahrhundert sowie ein von Thiébaud de Rougemont gestiftetes Kreuz (15. Jahrhundert).
Zu den weiteren Sehenswürdigkeiten zählen die Chapelle de Montaucivey (1855 eingeweiht), die auf dem Grat nördlich des gleichnamigen Hügels steht und als schöner Aussichtspunkt gilt, sowie die Chapelle Saint-Hilaire (auf dem Friedhof von Chazelot und Montferney).

## Bevölkerung
| Jahr                       | 1962 | 1968 | 1975 | 1982 | 1990 | 1999 | 2004 | 2016 |
| -------------------------- | ---- | ---- | ---- | ---- | ---- | ---- | ---- | ---- |
| Einwohner                  | 878  | 916  | 1110 | 1179 | 1200 | 1233 | 1232 | 1168 |
| Quellen: Cassini und INSEE |      |      |      |      |      |      |      |      |

Mit 1012 Einwohnern (Stand 1. Januar 2022) gehört Rougemont zu den kleineren Gemeinden des Départements Doubs. Nachdem die Einwohnerzahl in der ersten Hälfte des 20. Jahrhunderts meist im Bereich zwischen 900 und 1000 Personen gelegen hatte, wurde während der 1970er Jahre ein Bevölkerungswachstum verzeichnet. Seither gab es nur noch relativ geringe Schwankungen.

## Wirtschaft und Infrastruktur
Rougemont war schon früh ein durch Handel, Gewerbe und die Verarbeitung der landwirtschaftlichen Erzeugnisse der Umgebung geprägtes Städtchen. Heute nimmt Rougemont zentralörtliche Funktionen für das Umland wahr und besitzt eine gut ausgebaute Infrastruktur.
In den letzten Jahren wurde östlich von Rougemont eine Gewerbe- und Industriezone geschaffen. Im Ort sind vor allem die Nahrungsmittelindustrie, mechanische Werkstätten und Holzverarbeitung vertreten. Zahlreiche weitere Arbeitsplätze gibt es im tertiären Sektor, in einem Supermarkt, vielen Einzelhandelsgeschäften sowie im Tourismus- und Gastgewerbe. Rougemont verfügt über ein Kulturzentrum, ein Collège, ein Seniorenheim (in den Schlossgebäuden) und ein Zentrum für die Integration von Behinderten in die Gesellschaft.
Rougemont ist verkehrstechnisch gut erschlossen. Es liegt nahe der Hauptstraße D50, die von Baume-les-Dames nach Villersexel führt. Der nächste Anschluss an die Autobahn A36 befindet sich in einer Entfernung von ungefähr 17 Kilometern. Weitere Straßenverbindungen bestehen mit Avilley, Cognières, Tressandans, Bonnal und Gouhelans.

## Persönlichkeiten
- Humbertus Guilielmus de Precipiano (1627–1711), Bischof und Regierungsbeamter